# هايلاند (يوتا)
هايلاند (بالإنجليزية: Highland, Utah)‏ هي مدينة تقع في الولايات المتحدة في مقاطعة يوتا، يوتا. يقدر عدد سكانها بـ 16,440 نسمة ومساحتها 22.1 كم2 وترتفع عن سطح البحر 1,517 متر.

## التركيبة السكانية
حدّد مكتب تعداد الولايات المتحدة بيانات التركيبة السكانية لهايلاند في تعداد الولايات المتحدة. في ما يلي، التركيبة السكانية حسب تعدادي 2000 و2010.

### تعداد عام 2000
بلغ عدد سكان هايلاند 8,172 نسمة بحسب تعداد عام 2000، وبلغ عدد الأسر 1,804 أسرة وعدد العائلات 1,733 عائلة مقيمة في المدينة. في حين سجلت الكثافة السكانية 365 نسمة لكل كيلومتر مربع (945.3/ميل2). وبلغ عدد الوحدات السكنية 1,864 وحدة بمتوسط كثافة قدره 83.3 لكل كيلومتر مربع (215.7/ميل2).
وتوزع التركيب العرقي للمدينة بنسبة 97.49% من البيض و0.12% من الأمريكيين الأفارقة و0.13% من الأمريكيين الأصليين و0.31% من الأمريكيين ذوي الأصول الآسيوية و0.10% من سكان جزر المحيط الهادئ و0.73% من الأعراق الأخرى و1.11% من عرقين مختلطين أو أكثر و2.17% من الهسبانيون أو اللاتينيون من أي عرق.
بلغ عدد الأسر 1,804 أسرة كانت نسبة 69.6% منها لديها أطفال تحت سن الثامنة عشر تعيش معهم، وبلغت نسبة الأزواج القاطنين مع بعضهم البعض 90.6% من أصل المجموع الكلي للأسر، ونسبة 4% من الأسر كان لديها معيلات من الإناث دون وجود شريك،  بينما كانت نسبة 1.4% من الأسر لديها معيلون من الذكور دون وجود شريكة وكانت نسبة 3.9% من غير العائلات. تألفت نسبة 3.3% من أصل جميع الأسر من عدة أفراد يعيشون في نفس المنزل ونسبة 1.7% كانت تتألف من شخص يعيش بمفرده يبلغ من العمر 65 عاماً أو أكثر. وبلغ متوسط حجم الأسرة المعيشية 4.53، أما متوسط حجم العائلات فبلغ 4.64.
بلغ العمر الوسطي للسكان 20.9 عاماً. وكانت نسبة 45.1% من القاطنين تحت سن الثامنة عشر، وكانت نسبة 9.8% بين الثامنة عشر والرابعة والعشرين عاماً، ونسبة 23.5% كانت واقعةً في الفئة العمرية ما بين الخامسة والعشرين والرابعة والأربعين عاماً، ونسبة 17.3% كانت ما بين الخامسة والأربعين والرابعة والستين، ونسبة 4.3% كانت ضمن فئة الخامسة والستين عاماً فما فوق. يوجد لكل 100 أنثى 104.4 ذكر، ويوجد لكل 100 أنثى في الثامنة عشر من عمرها فما فوق 99.2 ذكر.
بلغ متوسط دخل الأسرة في المدينة 80,053 دولارًا، أما متوسط دخل العائلة فبلغ 81,086 دولارًا. وكان متوسط دخل الذكور 57,318 دولارًا مقابل 24,440 دولارًا للإناث. وسجل دخل الفرد الخاص بالمدينة 19,614 دولارًا. وكانت نسبة 1.8% من العائلات ونسبة 2.8% من السكان تحت خط الفقر، وكان من هؤلاء نسبة 3.5% تحت سن الثامنة عشر ونسبة 0% في الخامسة والستين من العمر وما فوق.

### تعداد عام 2010
بلغ عدد سكان هايلاند 15,523 نسمة بحسب تعداد عام 2010، وبلغ عدد الأسر 3,547 أسرة وعدد العائلات 3,355 عائلة مقيمة في المدينة. في حين سجلت الكثافة السكانية 693.3 نسمة لكل كيلومتر مربع (1,795.6/ميل2). وبلغ عدد الوحدات السكنية 3,675 وحدة بمتوسط كثافة قدره 164.1 لكل كيلومتر مربع (425.0/ميل2).
وتوزع التركيب العرقي للمدينة بنسبة 95.88% من البيض و0.46% من الأمريكيين الأفارقة و0.21% من الأمريكيين الأصليين و0.70% من الأمريكيين ذوي الأصول الآسيوية و0.75% من سكان جزر المحيط الهادئ و0.54% من الأعراق الأخرى و1.46% من عرقين مختلطين أو أكثر و2.78% من الهسبانيون أو اللاتينيون من أي عرق.
بلغ عدد الأسر 3,547 أسرة كانت نسبة 65.1% منها لديها أطفال تحت سن الثامنة عشر تعيش معهم، وبلغت نسبة الأزواج القاطنين مع بعضهم البعض 88.4% من أصل المجموع الكلي للأسر، ونسبة 4.3% من الأسر كان لديها معيلات من الإناث دون وجود شريك،  بينما كانت نسبة 1.9% من الأسر لديها معيلون من الذكور دون وجود شريكة وكانت نسبة 5.4% من غير العائلات. تألفت نسبة 4.7% من أصل جميع الأسر من عدة أفراد يعيشون في نفس المنزل ونسبة 1.7% كانت تتألف من شخص يعيش بمفرده يبلغ من العمر 65 عاماً أو أكثر. وبلغ متوسط حجم الأسرة المعيشية 4.38، أما متوسط حجم العائلات فبلغ 4.52.
بلغ العمر الوسطي للسكان 21.9 عاماً. وكانت نسبة 44.4% من القاطنين تحت سن الثامنة عشر، وكانت نسبة 8.1% بين الثامنة عشر والرابعة والعشرين عاماً، ونسبة 23.1% كانت واقعةً في الفئة العمرية ما بين الخامسة والعشرين والرابعة والأربعين عاماً، ونسبة 19.3% كانت ما بين الخامسة والأربعين والرابعة والستين، ونسبة 5.2% كانت ضمن فئة الخامسة والستين عاماً فما فوق. وتوزع التركيب الجنسي للسكان بنسبة 50.8% ذكور و49.2% إناث.